# Майкл Моралес
Майкл Моралес (англ. Michael Morales; род. 24 июня 1999 год, Мачала, Эль-Оро, Эквадор) — эквадорский боец, выступающий под эгидой UFC в полусредней весовой категории. Бывший чемпион OFC и EMMA в полусреднем весе. Занимает 7 строчку официального рейтинга UFC в полусреднем весе.

## Биография
Майкл Моралес родился в 1999 году в Мачале, Эль-Оро, Эквадор. 
Мораес родился в семье Дзюдоистов, и сам начал увлекаться Дзюдо с пяти лет, его мать стала первым его  тренером. В возрасте 10 лет он перешёл из Дзюдо в Борьбу, где он выиграл несколько юношеских турниров. В возрасте 14 лет отец отвел его в «Академию Виктора Вальехо» в Мачале, где он начал заниматься смешанными боевыми искусствами.

## Карьера в MMA

### Ранняя карьера
Полностью сосредоточившись на смешанных боевых искусствах, он начал совмещать работу на военно-морском заводе и MMA.
В 2021 году он начал свое путешествие по Мексике, и прибыл в Тихуану, чтобы тренироваться в зале Entram Gym. 29 марта 2021 года он подписал контракт с Ultimate Warrior Challenge (UWC).

### Dana White's Contender Series
21 сентября 2021 года с рекордом 11-0 (10 из них досрочно) Моралес встретился с Николаем Веретенниковым за контракт UFC на шоу Dana White's Contender Series: Season 5, Week 4. Моралес получил контракт, победив Веретенникова единогласным решением судей.

### Ultimate Fighting Championship
Моралес дебютировал в UFC 22 января 2022 года в бою против Тревина Джайлса на турнире UFC 270. Он выиграл бой техническим нокаутом в первом раунде.
Моралес должен был встретиться с Рамизом Брахимаем на UFC 277 30 июля 2022 года. Однако Брахимай был вынужден сняться с боя в середине июля из-за неизвестной травмы и был заменен Адамом Фьюджиттом. Моралес выиграл бой техническим нокаутом в третьем раунде. 
Моралес должен был встретиться с Ринатом Фахретдиновым 17 декабря 2022 года на UFC Fight Night: Каннонир vs. Стрикленд. Однако Моралес снялся из-за перелома пальца ноги.
Моралес встретился с Максом Гриффином 1 июля 2023 года на турнире UFC on ESPN: Стрикленд vs. Магомедов. Он выиграл бой единогласным решением судей.
Моралес встретился с Джейком Мэтьюсом 18 ноября 2023 года на турнире UFC Fight Night: Аллен vs. Крейг. Он выиграл бой единогласным решением судей. 
Моралес встретился с Нилом Магни 24 августа 2024 года на турнире UFC on ESPN: Каннонир vs. Борралью. Он выиграл бой техническим нокаутом во втором раунде, эта победа принесла ему первый бонус «Выступление вечера»
Моралес должен был встретиться с бывшим претендентом на титул UFC в полусреднем весе Гилбертом Бёрнсом 12 апреля 2025 года на турнире UFC 314. Однако по неизвестным причинам бой был перенесён на 10 мая 2025 года на UFC 315. Впоследствии поединок с Бёрнсом был назначен главным событием турнира UFC Fight Night 256, который состоялся 17 мая 2025 года. Моралес одержал победу техническим нокаутом в первом раунде. Этот бой принёс ему очередную награду «Выступление вечера».

## Титулы и достижения

### Ultimate Fighting Championship
- «Выступление вечера» (два раза) против Нила Магни и Гилберта Бёрнса

### Oro Fighting Championship
- Чемпион в полусреднем весе (один раз; бывший)

### Extreme MMA Enterprises
- Чемпион в полусреднем весе (один раз; бывший)

## Результаты боёв в ММА
| Боёв 18  | Побед 17 | Поражений 1 |
| -------- | -------- | ----------- |
| Нокаутом | 17       | 1           |
| Сдачей   | 0        | 0           |
| Решением | 0        | 0           |

| Результат | Рекорд | Соперник                        | Способ                                    | Турнир                               | Дата             | Раунд | Время | Место                                  | Примечание                                                |
| --------- | ------ | ------------------------------- | ----------------------------------------- | ------------------------------------ | ---------------- | ----- | ----- | -------------------------------------- | --------------------------------------------------------- |
| Победа    | 18-0   | Гилберт Бёрнс                   | TKO (удары руками)                        | UFC Fight Night: Бёрнс vs. Моралес   | 17 мая 2025      | 1     | 3:39  | Лас-Вегас, США                         | «Выступление вечера» (2)                                  |
| Победа    | 17-0   | Нил Магни                       | TKO (удар локтем с разворота и добивание) | UFC on ESPN: Каннонир vs. Борралью   | 24 августа 2024  | 1     | 4:39  | Лас-Вегас, США                         | «Выступление вечера» (1)                                  |
| Победа    | 16–0   | Джейк Мэттьюс                   | Сдача (Кимура)                            | UFC Fight Night: Аллен vs. Крейг     | 18 ноября 2023   | 1     | 2:20  | Лас-Вегас, США                         |                                                           |
| Победа    | 15-0   | Макс Гриффин                    | Сдача (удушение сзади)                    | UFC on ESPN: Стрикленд vs. Магомедов | 1 июля 2023      | 3     | 3:48  | Лас-Вегас, США                         |                                                           |
| Победа    | 14-0   | Адам Фугитт                     | TKO (удары руками)                        | UFC 277                              | 30 июля 2022     | 3     | 1:09  | Даллас, Техас, США                     |                                                           |
| Победа    | 13-0   | Трэвин Джайлс                   | TKO (удары руками)                        | UFC 270                              | 22 января 2022   | 1     | 4:06  | Анахайм, Калифорния, США               | Дебют в UFC                                               |
| Победа    | 12-0   | Николай Веретенников            | TКO (удары руками)                        | Contender Series 2021: неделя 4      | 21 сентября 2021 | 3     | 5:00  | Лас-Вегас, Невада, США                 |                                                           |
| Победа    | 11-0   | Мигель Арисменди                | TKO (удары руками)                        | UWC Mexico 26                        | 30 апреля 2021   | 1     | 4:15  | Тихуана, Нижняя Калифорния, Мексика    |                                                           |
| Победа    | 10-0   | Рикардо Сентено                 | KO (удары руками)                         | EMMA 17                              | 3 октября 2020   | 1     | 2:01  | Кито, Эквадор                          | Завоевал вакантный титул чемпиона EMMA в полусреднем весе |
| Победа    | 9-0    | Даниэль Луиджи Бастидас         | TKO (остановка врачом)                    | EMMA 16                              | 1 августа 2020   | 1     | 2:01  | Эквадор                                |                                                           |
| Победа    | 8-0    | Марио Наваррете                 | TKO (удары руками)                        | BFL 5                                | 12 февраля 2020  | 2     | 2:45  | Мачала, Эквадор                        |                                                           |
| Победа    | 7-0    | Грегорис Сиснеро                | Сдача (треугольник)                       | BFL 4                                | 14 декабря 2019  | 1     | 1:58  | Куэнка, Эквадор                        |                                                           |
| Победа    | 6-0    | Эрик Замбрано                   | TKO (удары руками)                        | Pasaje Combat 1                      | 8 ноября 2019    | 1     | 1:55  | Эль-Оро, Эквадор                       | Вернулся в полусредний вес                                |
| Победа    | 5-0    | Матиас Салазар                  | TKO (удары руками)                        | MTT 2                                | 6 сентября 2019  | 1     | 1:40  | Колизео-Де-Эль-Гуабо, Эль-Оро, Эквадор |                                                           |
| Победа    | 4-0    | Оскар Ровелло                   | TKO (остановка углом)                     | FFC 39                               | 17 июля 2019     | 2     | 5:00  | Эль-Роседаль, Лима, Перу               | Бой в полусреднем весе                                    |
| Победа    | 3-0    | Леонардо Бласко                 | KO (летучее колено)                       | TFC 2                                | 8 декабря 2018   | 3     | 4:29  | Канча-Ла-Кальдера, Тронкаль, Эквадор   | Дебют в легком весе                                       |
| Победа    | 2-0    | Эльваро Андрес Вакасела Герреро | TKO (остановка врачом)                    | OFC 5                                | 24 марта 2018    | 1     | 5:00  | Санта-Роза, Эль-Оро, Эквадор           | Завоевал титул чемпиона OFC в полусреднем весе            |
| Победа    | 1-0    | Эльваро Андрес Вакасела Герреро | TKO (удары руками)                        | OFC 4                                | 19 июля 2017     | 2     | 3:15  | Пасахе, Эль-Оро, Эквадор               | Дебют в полусреднем весе.                                 |